# Parksville, British Columbia
Parksville är en ort i Kanada.   Den ligger i Regional District of Nanaimo och provinsen British Columbia, i den sydvästra delen av landet, 3 600 km väster om huvudstaden Ottawa. Parksville ligger 26 meter över havet och antalet invånare är 21 150.
Terrängen runt Parksville är huvudsakligen platt, men söderut är den kuperad. Havet är nära Parksville åt nordost.Parksville är det största samhället i trakten. 
I omgivningarna runt Parksville växer i huvudsak blandskog. Runt Parksville är det glesbefolkat, med 18 invånare per kvadratkilometer.